# Leopold Auenbrugger
Leopold Auenbrugger (19. november 1722 – 17. maj 1809) var en østrigsk læge, som indførte brugen af percussion, dvs. banken med fingeren – til at diagnosticere sygdomme i hjerte og lunger.
Hans enkle opdagelse, at en brystkasse, der bliver banket på, lyder anderledes hvis den er syg end hvis den er rask, er én af den moderne lægevidenskabs hjørnestene.